# Stary Brus (gmina)
Stary Brus (daw. gmina Wołoskowola) – gmina wiejska w województwie lubelskim, w powiecie włodawskim. W latach 1975–1998 gmina położona była w województwie chełmskim.
Siedziba gminy to Stary Brus.
Według danych z 30 czerwca 2004 gminę zamieszkiwały 2244 osoby.

## Struktura powierzchni
Według danych z roku 2013 gmina Stary Brus ma obszar 132 km², w tym:
- użytki rolne: 54,9%
- użytki leśne: 45,1%

Gmina stanowi 10,62% powierzchni powiatu.

## Demografia

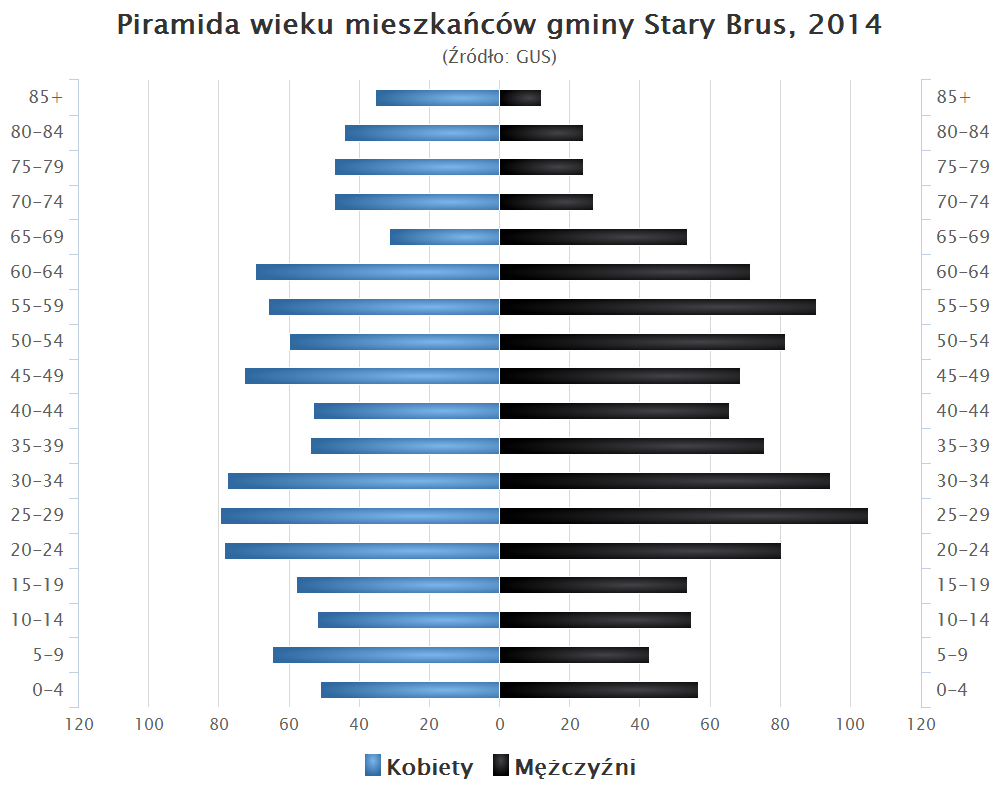
Piramida wieku mieszkańców gminy Stary Brus w 2014 roku

Dane z 31 grudnia 2017 roku:
| Opis                              | Ogółem | Ogółem | Kobiety | Kobiety | Mężczyźni | Mężczyźni |
| --------------------------------- | ------ | ------ | ------- | ------- | --------- | --------- |
| jednostka                         | osób   | %      | osób    | %       | osób      | %         |
| populacja                         | 2 113  | 100    | 1 048   | 49,6    | 1 065     | 50,4      |
| gęstość zaludnienia (mieszk./km²) | 16     | 16     | 7       | 7       | 9         | 9         |

## Zabytki
- kościół parafialny pw. Matki Boskiej Częstochowskiej w Starym Brusie wzniesiony w latach 1805-1807 jako cerkiew unicka. W 1918 r. rekoncyliowany na świątynię rzymskokatolicką. Kościół parafialny, wraz z cmentarzem, dzwonnicą i kapliczką przykościelną został wpisany do rejestru zabytków pod nr A/136[6].
- Cerkiew pod wezwaniem św. Antoniego Pieczerskiego i św. Męczennicy Paraskiewy w Holi, wybudowana w 1702 jako unicka, w miejscu starszej świątyni, spalonej dwa lata wcześniej. Zespół cerkwi unickiej obecnie prawosławnej został wpisany do rejestru zabytków pod nr A/44[6].
- Czworak dworski w Starym Brusie. Drewniany o konstrukcji sumikowo-łątkowej z czterospadowym dachem. Wpisany do rejestru zabytków pod nr A/184[6].
- Wiatrak koźlak z Wołoskowoli, drewniany z XIX wieku. Obecnie znajduje się na terenie Skansenu w Holi. Wpisany do rejestru zabytków pod nr A/127/33[6].

## Sołectwa
Dębina, Dominiczyn, Hola, Kamień, Kołacze, Laski Bruskie, Lubowierz, Marianka, Nowiny, Nowy Brus, Skorodnica, Stary Brus, Wołoskowola, Zamołodycze.

## Sąsiednie gminy
Dębowa Kłoda, Hańsk, Sosnowica, Urszulin, Wyryki